# Verlag Marie Leidorf
Der Verlag Marie Leidorf (vollständige Bezeichnung: VML Verlag Marie Leidorf GmbH) ist ein Fachverlag für Archäologie.

## Programm
Das Verlagsprogramm umfasst neben der Archäologie der Ur- und Frühgeschichte, der Klassischen Archäologie, der Provinzialrömischen Archäologie, der Vorderasiatischen Archäologie und der Mittelalterarchäologie auch die allgemeinen Themenbereiche Geschichte, Volkskunde, Ethnologie und Naturwissenschaften.
Zu den Autoren, die im Verlag Marie Leidorf veröffentlicht haben, gehören Günther Moosbauer, Martin Maischberger, Gunnar Brands, Ines Beilke-Voigt, Ricardo Eichmann, Bodo Dieckmann, Harald Floss, Michael Geschwinde, Stefan Krabath, Matthias Stickler, Stefan Fassbinder, Bettina Jungklaus, Reinhard Bernbeck, Carola Metzner-Nebelsick, Klaus Püschel, Michael Müller-Karpe und Rainer Leng.

## Geschichte
Am 23. Dezember 1983 gründete der Ur- und Frühgeschichtler Klaus Leidorf auf Initiative seiner Frau Marie Luise in Marburg den Verlag Marie L. Leidorf. Klaus Leidorf hatte im Juni 1983 an der Philipps-Universität Marburg sein Magisterstudium der Vor- und Frühgeschichte abgeschlossen.
Am 1. September 1985 wurde der Wohn- und Firmensitz nach Buch am Erlbach verlegt. Nach diversen Tätigkeiten beim Bayerischen Landesamt für Denkmalpflege in Landshut und München auf der Basis von Zeitverträgen erwarb Leidorf 1988 auf Kosten der Gesellschaft für Archäologie in Bayern eine Pilotenlizenz und ließ sich dann von Otto Braasch in Landshut zum Luftbildarchäologen ausbilden. Ab Februar 1989 war Klaus Leidorf freiberuflich tätig.
Von 1984 bis 1990 erschienen im Leidorf-Verlag nur zehn in Offset-Technik gedruckte Fachtitel. Das änderte sich Anfang 1991 mit dem Aufkommen der digitalen Drucktechnik.
Als gemeinsame Herausgeber gründeten Klaus Leidorf und Claus Dobiat vom Vorgeschichtlichen Seminar der Universität Marburg 1991 die Reihe „Internationale Archäologie“.
Am 1. Oktober 1994 trat Leidorf seinen Verlag an Bert Wiegel ab, der bis 1983 Ur- und Frühgeschichte an der Universität München studiert und 1989 bei Georg Kossack promoviert hatte.
Der Leidorf-Verlag blieb weiterhin eine Einzelfirma, der neue ständige Sitz wechselte jedoch nach Espelkamp. Am 1. Oktober 1995 wurde der Betrieb in eine GmbH umgewandelt und der Firmenname in VML Verlag Marie Leidorf GmbH geändert. Alleiniger Geschäftsführer wurde Bert Wiegel. Am 1. Oktober 1997 wurde der Firmensitz in den Nachbarort Rahden verlegt.